# Louis xứ Battenberg
Ludwig xứ Battenberg, Louis xứ Battenberg, sau này là Thống chế Hải quân Hoàng gia Anh Louis Alexander Mountbatten, Hầu tước thứ 1 xứ Milford Haven (1854-1921) là một Vương thân Đức có mối quan hệ với Vương thất Anh.
Louis sinh ra ở Graz, Áo, con trai cả của Đại Công tử Alexander xứ Hessen và Rhein, người có cuộc hôn nhân không môn đăng hộ với Nữ bá tước Julia von Hauke. Do cuộc hôn nhân của cha mẹ ông, Louis không được nhận kính xưng His Grand Ducal Highness dành cho hậu duệ của Đại công quốc Hessen mà chỉ được ban kính xưng thấp hơn ban đầu là His Serene Highness.
Sau khi giữ cương vị trong Hải quân Hoàng gia Anh hơn bốn mươi năm, năm 1912 ông được phong làm Thống chế. Ông đã thực hiện các bước để hạm đội Anh sẵn sàng chiến đấu khi Chiến tranh thế giới I bắt đầu, nhưng vì là một Vương thân gốc Đức nên ông buộc phải nghỉ hưu. Ông kết hôn với cháu gái của Nữ vương Victoria, Đại Công nữ Victoria của Hessen và Rhein và là cha của Bá tước Mountbatten, sau này cũng trở thành Đệ nhất Đô đốc Hải quân từ 1954 đến 1959. Philip, Vương tế Anh, chồng của Nữ vương Elizabeth II, là cháu trai ông.

## Hôn nhân và gia đình
Vào ngày 30 tháng 4 năm 1884 tại Darmstadt trước sự chứng kiến của Nữ vương, Louis kết hôn với cháu gái bà, Victoria của Hessen và Rhein. Thông qua bố mình, ông là em họ của bố Viktoria. Họ đã biết nhau từ khi còn nhỏ, và luôn trò chuyện với nhau bằng tiếng Anh. Quà cưới của Ludwig là  Huân chương Thanh tẩy và Ngôi sao và Vòng của Huân chương Ludwig.
Ludwig và Viktoria có bốn người con:
| Tên    | Sinh                | Mất                 | Chú thích |
| ------ | ------------------- | ------------------- | --- |
| Alice  | 25 tháng 2 năm 1885 | 5 tháng 12 năm 1969 | Kết hôn vào năm 1903 với Vương tử Andreas của Hy Lạp và Đan Mạch; có con, bao gồm Philip, Vương tế Anh.       |
| Louise | 13 tháng 7 năm 1889 | 7 tháng 3 năm 1965  | Kết hôn vào năm 1923 với Gustaf VI Adolf của Thụy Điển (cuộc hôn nhân thứ hai của ông); một con gái chết lưu. |
| George | 6 tháng 11 năm 1892 | 8 tháng 4 năm 1938  | Kết hôn vào 1916 với Nữ bá tước Nadejda Mikhailovna de Torby; có con.                                         |
| Louis  | 25 tháng 6 năm 1900 | 27 tháng 8 năm 1979 | Kêts hôn vào năm 1922 với Edwina Cynthia Annette Ashley; có issue.                                            |

Vào năm 1885, em trai của Ludwig, Heinrich xứ Battenberg, kết hôn với Vương nữ Beatrice, con út của Nữ vương Victoria, và đã chuyển tới dinh thự của Nữ vương ở Anh để Beatrice có thể tiếp tục ở cùng với mẹ.

## Những năm cuối đời và qua đời
Trong chiến tranh thế giới thứ nhất, hai người em vợ của ông là Hoàng hậu Aleksandra Fyodorovna và Đại vương công phu nhân Yelizaveta Fyodorovna (nhũ danh là Alix và Elisabeth của Hessen và Rhein) đã bị giết bởi những người Bolshevik. Vào tháng 1 năm 1921, sau một cuộc hành trình dài, thi thể của Đại vương công phu nhân Yelizaveta Fyodorovna được hỏa táng tại Jerusalem trước sự chứng kiến của hai vợ chồng ông.
Vào năm 1919, gia đình ông đã phải từ bỏ căn nhà của họ, Nhà Kent, vì những lý do tài chính. Ông bán đi bộ sưu tập huy chương hải quân của mình. Tất cả những khoản đầu tư ở Nga đều bị tịch thu bởi những người Bolshevik và tài sản ở Đức của ông trở nên vô giá trị vì sự sụp đổ của đồng mark. Ông cũng bán đi Lâu đài Heiligenberg mà ông thừa kế từ cha vào năm 1920.
Ông qua đời tại số 42 Đường Half Moon, Piccadilly, Luân Đôn vào ngày 11 tháng 9 năm 1921 vì suy tim sau khi bị cúm. Sau tang lễ ở Tu viện Westminster, hài cốt của ông được chôn cất tại Nhà thờ Thánh Mildred, Whippingham, trên Đảo Wight.

## Tước hiệu, tước vị và danh hiệu

### Tước hiệu và tước vị
- 24 tháng 5 năm 1854 – 26 tháng 12 năm 1858: His Illustrious Highness Bá tước Louis của Battenberg
- 26 tháng 12 năm 1858 – 14 tháng 7 năm 1917: His Serene Highness Thân vương Louis của Battenberg
- 14 tháng 7 – 7 tháng 11 năm 1917: Quý ngài rất đáng kính Ngài Louis Mountbatten
- 7 tháng 11 năm 1917 – 11 tháng 9 năm 1921: Quý ngài đáng kính nhất Hầu tước xứ Milford Haven

### Danh hiệu

#### Huân chương
- Liên hiệp Anh:
  - Huy chương Chiến tranh Ai cập, 1882[10]
  - Hiệp sĩ Thanh tẩy, 29 tháng 4 năm 1884 (dân sự)[11]/25 tháng 6 năm 1909 (quân sự);[12] Đại hiệp sĩ với Vòng cổ, 21 tháng 6 năm 1887 (dân sự)[10][11]/1 tháng 1 năm 1921 (quân sự)[13]
  - Huy chương Đại lễ Vàng của Victoria, 1887[10]
  - Hiệp sĩ Công lý của Thánh John[14]
  - Đại Hiệp sĩ của Huân chương Vương thất Victoria, 2 tháng 2 năm 1901[11]
  - Huy chương Lễ đăng quang của Edward VII, 1902[10]
  - Hiệp sĩ của Thánh Michael và Thánh George, 30 tháng 6 năm 1905[15]
- Đại công quốc Hessen:
  - Đại Chữ thập của Huân chương Ludwig, 25 tháng 9 năm 1870;[16] với Ngôi sao và Vòng cổ, 29 tháng 4 năm 1884
  - Đại Chữ thập của Huân chương Công trạng Philip Hào hùng, với Kiếm, 25 tháng 9 năm 1870[16]
  - Hiệp sĩ Sư tử vàng, với Vòng cổ, 30 tháng 4 năm 1884[16]
  - Huy chương Đám cưới của Đại Công tước Ernst Ludwig và Đại Công tước phu nhân Viktoria Melita, 1894[10]
- Đế quốc Áo-Hung:
  - Đại Chữ thập của Huân chương Franz Joseph, 1877[17]
  - Đại Chữ thập của Huân chương Hoàng gia Leopold, 1908[17]
- Bulgaria:
  - Đại Chữ thập của Thánh Aleksandr[10]
  - Huy chương Kỷ niệm Giải phóng Bulgaria[10]
- Ai Cập:
  - Huân chương Medjidie, hạng tư, Tháng 1 năm 1869
  - Ngôi sao Khedive, 1882[10]
- Các công quốc Ernestine: Đại Chữ thập của Huân chương Nhà Sachsen-Ernestine[18]
- Pháp: Bắc đẩu bội tinh hạng nhất, 20 tháng 7 năm 1913[19]
- Hy Lạp: Đại Chữ thập của Redeemer[18]
- Nhật Bản: Đại thập tự của Mặt trời mọc, với Đồng hoa, 2 tháng 11 năm 1917[20]
- Montenegro: Đại Chữ thập của Huân chương Thân vương Danilo I[10]
- Đế quốc Ottoman: Huân chương Osmanieh, hạng tư, Tháng 4 năm 1869; hạng nhất, 1882[10]
- Bồ Đào Nha:
  - Đại Chữ thập của Huân chương Quân sự Vương thất của Chúa Giê-su[18]
  - Đại Thập tự của Tòa tháp và Thanh kiếm, với Vòng cổ[10][18]
- Vương quốc Phổ: Grand Cross of the Red Eagle[18]
- Nga:
  - Hiệp sĩ của Thánh Anna, hạng nhất[18]
  - Hiệp sĩ của Thánh Andrey, 1909[18]
  - Hiệp sĩ của Thánh Aleksandr Nevsky[18]
  - Hiệp sĩ Đại bàng trắng[18]
  - Hiệp sĩ của Thánh Stanislaus, hạng nhất[10]
- Tây Ban Nha:
  - Đại thập tự của Huân chương Karl III, 26 tháng 11 năm 1906[21]
  - Đại Chữ thập của Công trạng Hải quân, với Huy chương trắng, 1907[22]
- Württemberg: Đại Chữ thập của Vương miện Württemberg, 1884[23]

#### Chức vụ
- Sĩ quan hậu cần Hải quân Danh dự cho Quân chủ, 1 tháng 1 năm 1897[24]
- Thành viên Cơ mật viện, 5 tháng 11 năm 1914[25][26][27]